# Güzüegér
A güzüegér (Mus spicilegus) az emlősök (Mammalia) osztályának rágcsálók (Rodentia) rendjébe, ezen belül az egérfélék (Muridae) családjába tartozó faj, a házi egér közeli rokona. A természettudósok sokáig nem tartották önálló fajnak, csak 1983-ban, a genetikai vizsgálatokra ismerték el. Első tudományos leírását Petényi Salamon János paleontológus-zoológus adta meg.

## Származása, előterjedése
Ausztria, Bosznia-Hercegovina, Bulgária, Észak-Macedónia, Horvátország, Csehország, Magyarország, Románia, Szerbia, Szlovákia, Szlovénia és Ukrajna területén honos. Jelenleg a Kárpát-medence a legnyugatibb előfordulása, egyedszáma csökken.

## Megjelenése, felépítése
A házi egérhez nagyon hasonló lévén alfajának tartották. 6—8 centiméter hosszú, palaszürke, de a hasa és lábai fehérek. Farka a testhosszánál rövidebb (a házi egérnél megegyezik), a szeme is kisebb. Hasának világosabb színe élesen (a házi egérnél átmenettel) válik el a sötétebb hátétól.
A Pallas lexikona a modern forrásoktól eltér barnaveres színűnek jelzi.

## Életmódja, élőhelye
Szabadban főleg a fű- és gabonafélék kalászait eszi, de nem veti meg a rovarokat sem. Zárt térbe húzódva a házi egérrel egyezően táplálékozik. Alkalmazkodott a vetésforgóhoz: tavasszal szaporodik, majd az együtt maradó családok közösen telelnek át. Az alom 1–12 fős, átlag 8 kölyökkel (a házi egérnél csak 5-6).
Nyáron szénakazalban, faodvakban él. A tél közeledtével a  stabil pár és az az évi szupercsalád közösen építi az áttelelő helyet, a „güzühordást”, amiben körülbelül 50 liter magot és növényi részeket halmoz fel. Ezeket 10—20 centiméter vastag földréteggel borítják be — ez a messziről is jól látható „güzühalom”. A télen a 20–25 cm-rel ez alá ásott üregeikben tartózkodnak, onnan járnak fel enni. Tavasszal elhagyják a halmot, és ki-ki saját családot alapít.
Kellő táplálék, élettér hiányában kertes házakba vagy raktárakba húzódik. Ott fészkét a házi egérhez hasonlóan alakítja ki, úgy is él.
Legfőbb ellenségei: a házi macska, a nyest és a gyöngybagoly.

## Güzü a kultúrában
A késő ősszel megtalálható „güzühordás” nagy mennyisége miatt született a mondás: „Dolgozik, mint a güzü”.